# BallKoRobics
BallKoRobics (aus den Wörtern „Ball“ und „Aerobic“) ist eine Form des Aerobicsports, bei der die Bewegungen mithilfe eines Balls ausgeführt werden.

## Geschichte
Die Idee entstand 1997, als der Fußballtrainer Peter Schreiner mit Aerobic begann, um seine Fitness und Koordination zu verbessern. Er wunderte sich, wieso dies nicht Bestandteil des Fußballtrainings war, und entwickelte eine Übungssammlung, die er in seiner Schule testete. Später tat er dies auch im Basistraining des FC Schalke 04. Im Jahre 1998 entstand erstmals der Name BallKoRobics.
Ende 1998 lernte Schreiner die Aerobic-Lehrerin Bettina Ebenfeld kennen, die für das Bildungswerk NRW Aerobic als Lehrtrainer ausgebildet war. Sie war begeistert und half ihm beim Ausbau. In ihren Gruppen des Gesundheitszentrums im Revierpark Nienhausen testete sie die Sportart. Schreiner konzentrierte sich von dort an auf den Bereich Schule und Verein, Ebenfeld auf den Bereich Fitnessgruppen. Es entstand das BallKoRobics-Programm für Fußballer, das sich auf den Fußball-Sport fokussiert.
Im Jahre 1999 produzierten die beiden mit Schülern der Heinemann-Gesamtschule in Essen und Spielerinnen des Bundesligavereins FVR Duisburg (Deutscher Pokalsieger 1998) ein Video zu der Sportart. Am 6. April 1999 wurde die Sportart erstmals den Leitern der Gesundheitszentren Essen vorgestellt. Dadurch wurde der WDR auf die Sportart aufmerksam; am 14. April 1999 wurde BallKoRobics im ARD-Morgenmagazin gezeigt. Am 30. April stellte Schreiner die Sportart an Fußballtrainer und Vertreter des DFB vor.

## Lehrinhalte
Das Training verbindet Sport mit Musik und fördert die Fitness, das Rhythmusgefühl, Koordinations- und Konditionsfähigkeiten, Kraftausdauer und die allgemeine Ausdauer. Die Aerobic-Übungen werden dabei mit einem Ball ausgeführt und können sporttypische Ballbewegungen, die bereits aus Sportarten wie Fußball, Volleyball, Handball oder Basketball bekannt sind, beinhalten. Dazu gehören Arm- und Beinbewegungen, sowie Würfe und das Prellen des Balls. In der Sportdidaktik spielen meist die Punkte Gestalten, Tanzen, Darstellen, Gymnastik und Bewegungskünste eine wichtige Rolle, sowie die Entwicklung, das Kombinieren und die Erprobung dieser Kompetenzen. Da es sich meist um Partner- und Gruppenarbeit handelt, zielt der Unterricht außerdem auf ein selbstgesteuertes Lernen und Soziale Kompetenzen ab. Durch den Einsatz des Balls wird der tänzerische Charakter reduziert, was eine Koedukation unterschiedlicher Alters- und Leistungsklassen erleichtert. Ein Einsatz sind z. B. Aufwärmübungen.

## Übungen und Schritte

### Arm- und Ballbewegungen
- Armcurl – Der Ball wird mit beiden Händen vor dem Körper hoch und herunter bewegt, so dass die Arme sich dabei beugen.
- Ball in die Luft – Arme gestreckt – Der Ball wird in den ausgestreckten Armen parallel zum Boden gehalten. In dieser Ausgangslage wird der Ball über den Kopf hin und zurück geführt.
- Ballkreis um den Körper – Der Ball wird einmal um die eigene Hüfte gedreht.

- Ball pressen – Gerade aus nach vorne gehen während man den Ball zur Brust hin und weg presst.
- Ball werfen – fangen – Während des Joggens wird der Ball nach oben geworfen und gefangen.

### Aerobicschritte

#### Low-Impact-Schritte (ohne Hüpf- und Sprungformen)
- Break – Der Körper wird gehoben und gesenkt und die Knie werden dabei gebeugt.
- Basis-Schritt – Aus dem Stand heraus wird ein Schritt nach vorne gemacht. Danach folgt ein Beistellschritt nach links. Der rechte Fuß geht anschließend nach hinten und wird zur Ausgangshaltung gezogen.
- Heeldig – Der linke und rechte Fuß wird hierbei abwechselnd nach vorne geführt. Dabei setzt die Hacke auf dem Boden auf. Das Standbein wird dazu leicht gebeugt.
- Knee-up – Die Knie werden abwechselnd bis zur Waagrechten angehoben.
- Legcurl (auch Beinbeuge) – Die Beine sind in der Ausgangsposition geöffnet. Von dort wird das Gewicht nach links verlagert und das Bein gebeugt. Das Bein wird danach wieder auf dem Boden abgesetzt und das Gewicht zur rechten Seite verlagert und das linke Bein wird gebeugt angehoben.
- Steptouch – Aus dem Stand macht man einen Schritt mit rechts zur Seite, so dass sich das Körpergewicht auf den rechten Fuß verlagert. Anschließend wird der linke zum rechten Fuß geführt und nach einem kurz andauernden Tab wieder zur Ausgangslage zurückgeführt. Dieser Folge ist meist sehr variabel.
- V-Step – Der V-Step stellt eine Variante des Basic-Schritts dar. Im Gegensatz zu diesem werden allerdings die Vorwärtsschritte zur Seite ausgeführt. Daher spricht man auch von einer V-Form.

#### High-Impact-Schritte (mit einer kurzen Phase ohne Bodenkontakt)
- Jumping Jack (auch Hampelmann) – Die Beine werden passend zum Rhythmus geöffnet und geschlossen. Die Fußspitzen und Knie zeigen dabei nach außen. Hierbei ist es wichtig, dass die ganze Fußsohle aufgesetzt wird und die Knie nicht über die Fußspitzen zeigen.
- Kickbewegungen – Beide Beine führen zum Rhythmus der Musik eine Kick-Bewegung aus und wechseln sich dabei ab.
- Knie-Lift – Der Knie Lift ist ähnlich wie der der Knee-up. Das Knie wird bis zur Waagerechten angehoben, so dass man kurz vom Boden abhebt. Dadurch wird der Körper intensiver und koordinativer beansprucht.

(Bemerkung: Die Übungen geschehen meist zum jeweiligen Tempo  und Takt der Musik)

## Verbreitung
BallKoRobic kommt häufiger zum Einsatz bei der Lehrausbildung, in Sport- und Fußballvereinen, sowie im Schulunterricht. Des Weiteren kommt sie im DFB und der Deutschen Fussball-Akademie (DFA) vor. Neben Deutschland ist die Sportart unter anderem auch in den USA, Skandinavien, Dubai, Spanien, Portugal, Ungarn und Ägypten bekannt.